# To a T (jogo eletrônico)
to a T é um jogo de quebra-cabeça e aventura desenvolvido pela uvula e publicado pela Annapurna Interactive. É o mais recente título de Keita Takahashi, criador e designer da série Katamari Damacy. To a T foi lançado em 28 de maio de 2025 e está disponível no primeiro dia no serviço de assinatura Xbox Game Pass da Microsoft.

## Jogabilidade
To a T É uma história narrativa de amadurecimento que apresenta o personagem principal "Teen", que fica preso em uma "pose de T" enquanto vive em uma pequena cidade com seu cão de companhia. O adolescente irá "interagir com os moradores, participar de atividades e descobrir segredos" ao longo do caminho. O desenvolvedor e a editora também descreveram o título como um "simulador de vida".

## Desenvolvimento
Keita Takahashi revelou seu novo estúdio uvula e seu trabalho em um jogo não anunciado com a Annapurna Interactive em agosto de 2022. Uma revelação completa ocorreu em junho de 2023, com um trailer mostrando a jogabilidade de To a T. Anteriormente, Takahashi havia projetado Wattam, um jogo de plataforma e quebra-cabeça desenvolvido pela Funomena e publicado pela Annapurna Interactive. Originalmente, o título seria exclusivo para PlayStation 4, publicado pela Sony e co-desenvolvido pelo Santa Monica Studio. No entanto, esta versão nunca se concretizou e a Annapurna interveio para publicar o jogo após a Sony Interactive Entertainment encerrar seu envolvimento.
Em 24 de fevereiro de 2025, uvula lançou um trailer da data de lançamento com uma nova música original de Rebecca Sugar, criadora de Steven Universe. O trailer estreou durante a apresentação de 2025 da Annapurna Interactive. O jogo está programado para ser lançado em 28 de maio de 2025. Ele estará disponível no lançamento em Microsoft Windows, Xbox Series X/S e o PlayStation 5.